# Transky, body, vteřiny
Transky, body, vteřiny je divadelní hra Tomáše Dianišky. Poprvé byla uvedena v Divadle Petra Bezruče 25. ledna 2019.
V roce 2019 byla oceněná jako Inscenace roku na Cenách divadelní kritiky. Za roli Zdeny Koubkové byl Jakub Burýšek nominován na Mužský herecký výkon roku a získal ocenění Talent roku.